# Cedar Grove (Florida)
Cedar Grove is een plaats (town) in de Amerikaanse staat Florida, en valt bestuurlijk gezien onder Bay County.

## Demografie
Bij de volkstelling in 2000 werd het aantal inwoners vastgesteld op 5367.
In 2006 is het aantal inwoners door het United States Census Bureau geschat op 5183, een daling van 184 (-3,4%).

## Geografie
Volgens het United States Census Bureau beslaat de plaats een oppervlakte van
24,3 km², geheel bestaande uit land.

## Plaatsen in de nabije omgeving
De onderstaande figuur toont nabijgelegen plaatsen in een straal van 16 km rond Cedar Grove.